# Catonephele orites
Catonephele orites är en fjärilsart som beskrevs av Hans Ferdinand Emil Julius Stichel 1898. Catonephele orites ingår i släktet Catonephele och familjen praktfjärilar. Inga underarter finns listade i Catalogue of Life. Arten finns i centralamerika och sydamerika.

## Bildgalleri

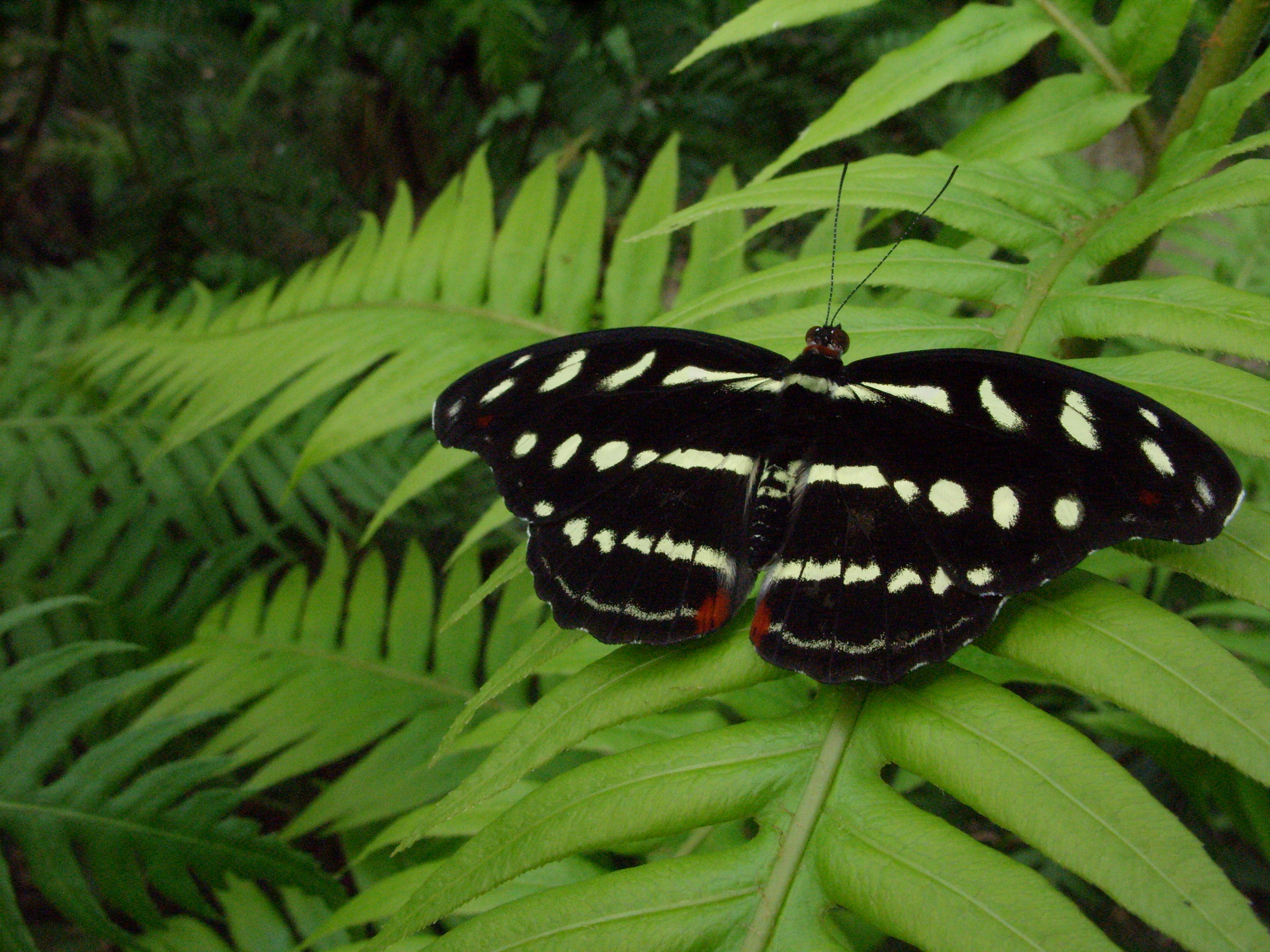